# ديفيد توا
ديفيد توا (بالإنجليزية: David Tua)‏ مواليد 21 نوفمبر 1972 في ساموا، هو ملاكم نيوزلندي يصنف ضمن فئة الوزن الثقيل. شارك في دورة الألعاب الأولمبية الصيفية.

## إحصائيات
خاض خلال مسيرته 59 نزالا، فاز في 52 وتعادل في 2 وخسر في 5. فاز بالضربة القاضية في 43 نزالا.

## وصلات خارجية
- ديفيد توا على موقع بوكس ريك (الإنجليزية) (registration required)
- ديفيد توا على موقع أوليمبيديا (الإنجليزية)

- الموقع الرسمي